# Murray Bartlett
Pour les articles homonymes, voir Bartlett.
Murray Bartlett, né le 20 mars 1971 à Sydney, en Nouvelle-Galles du Sud, est un acteur australien.

## Biographie
Bartlett est né à Sydney, dans l'état de Nouvelle-Galles du Sud et a été élevé à Perth.

## Carrière
Il a poursuivi une carrière d'acteur en Australie pendant plusieurs années, jouant notamment un rôle de premier plan dans la série headLand (en). En 1993, il joue le rôle de Luke Foster dans Neighbours.
Bartlett s'installe en 2000 aux États-Unis. Au bout de quelque temps, il joue dans la série télévisée d'HBO Sex and the City. Il joue aussi Douglas Knox, le meilleur ami de John Crichton, dans quatre épisodes de la série Farscape sur SciFi Channel. En 2006, Bartlett part en tournée en Australie avec Hugh Jackman pour la pièce de théâtre The Boy from Oz. Ensuite de mars 2007, jusqu'à septembre 2009, Bartlett fait partie de la distribution du soap opera de CBS, Guiding Light, où il incarne Cyrus Foley.
En 2014 et 2015, il joue Dominic sur la chaîne HBO, dans la série télévisée Looking,.
En 2019, il reprend le rôle de Michael « Mousse » Tolliver dans la nouvelle version TV des Chroniques de San Francisco.

### Vie privée
En 2014, le magazine Out annonce que Murray Bartlett est ouvertement homosexuel.

## Filmographie

### Cinéma
- 2010 : Needle (en) : Tony Martin
- 2011 : August : Troy
- 2012 : Imogene : James Whitney
- 2015 : Une histoire américaine : Murray
- 2018 : Beach House : Paul
- 2020 : Le beau rôle : Terry
- 2025 : O'Dessa de Geremy Jasper : Plutonovich
- 2025 : Opus de Mark Anthony Green : Stan Sullivan

### Télévision

#### Séries télévisées
- 2002-2003 : La force du destin : Julian Sinclair (9 épisodes)
- 2006 : All Saints : Roy Pickforth
- 2006 : Headland (en) : James Brogan (5 épisodes)
- 2007 : Flight of the Conchords : Mark
- 2007-2009 : Haine et passion : Cyrus Foley (257 épisodes)
- 2009 : FBI : Duo très spécial : Adrian Tulane
- 2011 : Damages : Seth Sloan
- 2014 : The Good Wife : Logan
- 2014-2015 : Looking de Michael Lannan et Andrew Haigh : Dominic alias Dom
- 2016 : Limitless : Conrad Harris
- 2016 : Conviction : Victor Bonotto
- 2017 : Nashville : Jakob Fine
- 2017 : Iron Fist : Dr. Paul Edmonds (3 épisodes)
- 2019 : Madam Secretary : le Premier ministre australien Chris Lawson
- 2019 : Les Chroniques de San Francisco (Tales of the City) : Michael « Mousse » Tolliver (9 épisodes)
- 2021 : The White Lotus : Armond, gérant de l'hôtel (6 épisodes)
- 2022 : Physical : Vinnie Green (5 épisodes)
- 2022 : RuPaul's Drag Race Down Under : Lui-même (saison 2, épisode 7)
- 2022 : The Great North : Crocodile Rob
- 2022 : Extrapolations
- 2022 : Welcome to Chippendales : Nick De Noia (8 épisodes)
- 2023 : The Last of Us : Frank (3 épisodes)

#### Téléfilms
- 2000 : The Three Stooges de James Frawley
- 2016 : Looking, le film : Dom Basaluzzo